# القومية الإيطالية

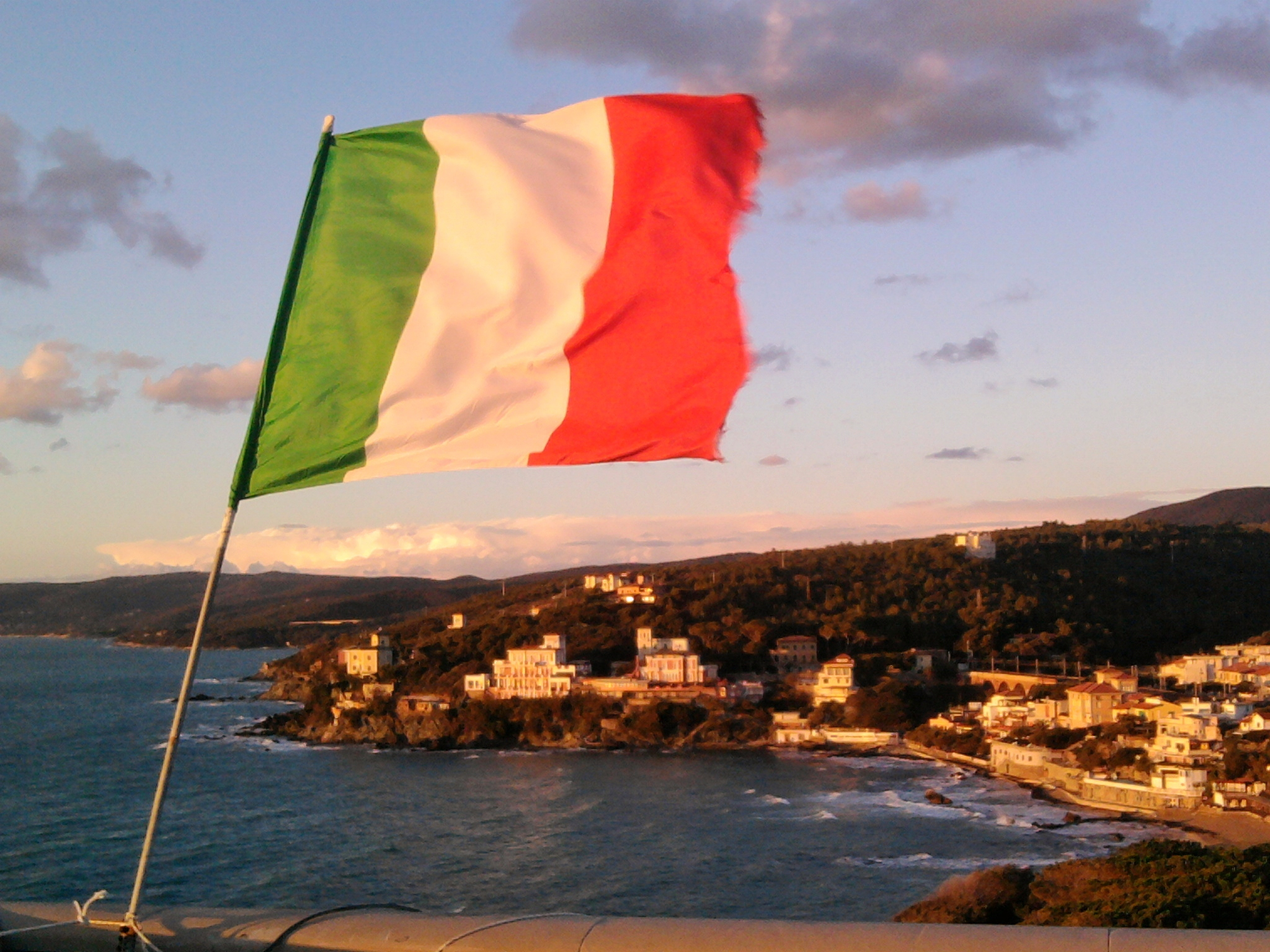
رفع علم إيطاليا الثلاثي الألوان بالقرب من ليفورنو.

القومية الإيطالية هي حركة تدعي أن الإيطاليين هم أمة ذات هوية واحدة متجانسة، ولذلك تسعى إلى تعزيز الوحدة الثقافية لإيطاليا كدولة. من منظور قومي إيطالي، تُعرّف الإيطالية على أنها الادعاء بالنسب الثقافي والإثني إلى اللاتينيين، وهي قبيلة إيطالقية سكنت في منطقة لاتيوم ثم هيمنت على شبه الجزيرة الإيطالية ومعظم أوروبا. ولهذا السبب، التزمت القومية الإيطالية تاريخيًا بالنظريات الإمبريالية. تُعرف النسخة الرومانسية (أو الناعمة) لمثل هذه الآراء بالوطنية الإيطالية، بينما تُعرف نسختها الكلية (أو القاسية) بالفاشية الإيطالية.
غالبًا ما يُعتقد أن أصول القومية الإيطالية ترجع إلى عصر النهضة، ولكن نشأتها كقوة سياسية تعود إلى ثلاثينيات القرن التاسع عشر بقيادة جوزيبي مازيني. وكانت القومية بمثابة سبب لـ Risorgimento (توحيد إيطاليا) من ستينيات القرن التاسع عشر حتى سبعينيات القرن نفسه. وعادت القومية الإيطالية لتبرز بقوة مرة أخرى في الحرب العالمية الأولى مع مطالب حركة إيطاليا إيريدينتا بالأراضي التي تسيطر عليها الإمبراطورية النمساوية المجرية، وخلال حقبة الفاشية الإيطالية أيضًا.

## التاريخ

### عصر النهضة حتى القرن التاسع عشر
ترجع أصول القومية الإيطالية إلى عصر النهضة حيث قادت إيطاليا إحياءً أوروبيًا للأسلوب اليوناني الروماني الكلاسيكي في الثقافة والفلسفة والفن. وقد دعا الدبلوماسي والمنظر السياسي في عصر النهضة نيكولو مكيافيلي، في كتابه الأمير (1532)، إلى الوطنية الإيطالية، وحث الإيطاليين على «السيطرة على إيطاليا وتحريرها من البرابرة»، وأشار في كتابه إلى القوى الأجنبية التي تحتل شبه الجزيرة الإيطالية.
عندما بدأت فرنسا بضم كورسيكا في القرن الثامن عشر (وخلال إمبراطورية نابليون ضمت مناطق بييمونتي وليغوريا وتوسكانا ولاتسيو)، نشأت أولى الحركات للدفاع عن وجود إيطاليا مع ثورة باولي، وتبعها بعد ذلك ولادة ما يسمى «بالوحدوية».
كان باولي متعاطفًا مع الثقافة الإيطالية واعتبر أن لغته الأم لغة إيطالية (الكورسيكية هي لغة إيطالية - دلماسية ترتبط ارتباطًا وثيقًا باللغات التوسكانية والصقلية). واعتبره نيكولو توماسو، الذي جمع له Lettere (الرسائل)، كواحد من طلائع حركة إيطاليا إيريدينتا. كان باسكوالي باولي يلقب بـ بابو دي باتريا («أبو الوطن»)، وهو لقب أطلقه عليه الإيطاليون الكورسيكيون، وكتب في رسائله المناشدة التالية عام 1768 ضد الفرنسيين:
نحن كورسيكيون بالميلاد والوجدان، لكن أولًا وقبل كل شيء نحن إيطاليون باللغة والأصول والعادات والتقاليد. والإيطاليون جميعهم إخوة ومتحدون في وجه التاريخ وأمام الله. وبصفتنا كورسيكيين، لا نتمنى أن نكون عبيدًا ولا «متمردين»، وبصفتنا إيطاليين لنا الحق بالتعامل على أساس المساواة مع إخوتنا الإيطاليين الآخرين. إما أن نكون أحرارًا أو لن نكون شيئًا. إما أن نفوز أو نموت (ضد الفرنسيين)، أسلحتنا في أيدينا. الحرب ضد فرنسا محقة ومقدسة لأن اسم الله مقدس ومحق، وهنا على جبالنا ستشرق شمس الحرية على إيطاليا.

### ثلاثينيات القرن التاسع عشر حتى 1848
كان جوزيبي مازيني الشخصية الرئيسية الأولى في تطور القومية الإيطالية، والذي أصبح قوميًا في عشرينيات القرن التاسع عشر. في حياته السياسية، كانت أهداف مازيني تتمحور حول تحرير إيطاليا من الاحتلال النمساوي، والسيطرة غير المباشرة للنمسا، والاستبداد الأميري، والامتياز الأرستقراطي، والسلطة الدينية. أُسر مازيني بروما القديمة التي اعتبرها «معبد الإنسانية» وسعى لتأسيس إيطاليا موحدة لتكون «روما الثالثة» التي أكدت القيم الروحية الرومانية التي ادعى القوميون الإيطاليون أنها محفوظة من قبل الكنيسة الكاثوليكية. روج مازيني والقوميون الإيطاليون بشكل عام لمفهوم Romanità (الرومانية)، الذي ادعى أن الثقافة الرومانية قدمت مساهمات لا تقدر بثمن للحضارة الإيطالية والغربية. منذ عشرينيات القرن التاسع عشر، دعم مازيني ثورة لإنشاء يوتوبيا لجمهورية إيطالية مثالية مقرها في روما. شكل مازيني جمعية إيطاليا الفتية الوطنية الثورية عام 1832. وعند تفكك إيطاليا الفتية في ثلاثينيات القرن التاسع عشر، أعادها مازيني في عام 1839 بهدف كسب دعم مجموعات العمال. وفي ذلك الوقت كان مازيني معاديًا للاشتراكية بسبب اعتقاده أن جميع الطبقات بحاجة للاتحاد من أجل إنشاء إيطاليا موحدة بدلًا من الانقسام ضد بعضها البعض.
دعا فينتشينزو جيوبيرتي عام 1843 في كتابه حول التفوق المدني والأخلاقي للإيطاليين، لقيام دولة فيدرالية في إيطاليا بقيادة البابا.
كان كاميلو بنسو من كافور، رئيس الوزراء المستقبلي لمملكة سردينيا وبعد ذلك مملكة إيطاليا، يعمل محررًا للصحيفة الإيطالية الوطنية إيل ريزورجيمينتو في أربعينيات القرن التاسع عشر. وكان كافور مثالًا واضحًا على القومية المدنية مع مراعاة كبيرة للقيم مثل الحرية والتسامح والمساواة وحقوق الفرد المتوافقة مع القومية المتزنة.
أثرت القومية الاقتصادية على رجال الأعمال والسلطات الحكومية لتعزيز إيطاليا موحدة. وقبل التوحيد، حالت عوائق الرسوم الجمركية بين الدول الإيطالية، ونظام السكك الحديدية غير المنظم دون التنمية الاقتصادية لشبه الجزيرة. وقبل ثورات عام 1848، دعا كارلو كاتانيو إلى اتحاد اقتصادي إيطالي.

### ثورات عام 1848 حتى توحيد إيطاليا (1859 حتى 1870)
كان مؤيدو القومية الإيطالية ينتمون إلى جميع الأطياف السياسية: فقد جذبت المحافظين والليبراليين على حد سواء. أدت ثورات 1848 إلى تطور كبير للحركة القومية الإيطالية. وسمح تحرر قوانين الصحافة في بييمونتي للنشاط القومي بالازدهار.
بعد ثورات 1848 وتحرير قوانين الصحافة، أسس دانييل مانين وجورجيو بالفيتشينو منظمة قومية إيطالية عام 1857، سُميت بالجمعية الوطنية الإيطالية. وأنشأت الجمعية الوطنية لتعزيز ونشر القومية للمعتدلين السياسيين في بييمونتي وجمع الأموال وعقد اجتماعات عامة وإنتاج الصحف. وقد ساعدت الجمعية الوطنية على تأسيس قاعدة للقومية الإيطالية ضمن الطبقة الوسطى المتعلمة. وبحلول عام 1860، أثرت الجمعية الوطنية على الدوائر الليبرالية السائدة في إيطاليا وفازت بدعم الطبقة الوسطى لاتحاد بييمونتي ولومباردي.
يبدو أن رجل الدولة دانييل مانين قد آمن بالوحدة الإيطالية قبل سنوات من كاميلو بنسو من كافور، الذي قام بالفعل بتوحيد البلاد مع جوزيبي غاريبالدي من خلال الإجراءات الدبلوماسية والعسكرية. خلال مؤتمر باريس عام 1856، تحدث مانين مع كافور حول العديد من الخطط والاستراتيجيات لتحقيق توحيد إيطاليا؛ من الواضح أن كافور اعتبر هذه الخطط دون جدوى، وكتب بعد الاجتماع أن مانين تحدث عن «l'unità d'Italia ed altre corbellerie» («توحيد إيطاليا وغيره من الهراء»).
كانت حركة توحيد إيطاليا حركة أيديولوجية ساعدت في إثارة مشاعر الأخوة والقومية في المجتمع الإيطالي المتصور، والتي دعت إلى توحيد إيطاليا وإخراج القوى الأجنبية. غالبًا ما أشار الأدب والموسيقى وأساليب التعبير الأخرى إلى الماضي المجيد لروما والمآثر الإعجازية التي حققها أسلافهم في الدفاع عن وطنهم وطرد المحتلين الأجانب.